# 청덕면
청덕면(靑德面)은 대한민국 경상남도 합천군 동부에 있는 면이다. 낙동강이 창녕군 이방면과 유어면을 경계로 흐르고, 남쪽은 의령군 낙서면과 부림면이 접하며, 서쪽은 적중면과 쌍책면이, 북쪽은 덕곡면이 접하고 있다. 면 가운데를 흐르는 황강을 기준으로 강남(옛 청원면)과 강북(옛 덕진면)으로 나뉘어 있다.

## 역사
- 삼한시대 진한의 초팔혜국에 속해 있었는데 서기 1세기경 고령에서 일어난 대가야국에 병합되었다.
- 562년 신라 진흥왕 23년에 대가야국이 멸하여 신라국에 속하게 되었다.
- 757년 신라 경덕왕 16년에 팔계현으로 개명되면서 강양군 청계현에 속하였다.
- 1017년 고려 현종 9년 합주의 초계현에 속했다가, 고려 충숙왕 3년에 초계군에 속하였다.
- 조선시대에는 초계군 청원면과 덕진면으로 나뉘었다. 임진왜란 때는 의병활동지였다.
- 1914년 행정구역 개편으로 합천군에 속하면서 현 청덕면으로 통합되었다.

## 하위 행정구역
| 법정리 | 행정리           |
| ------ | ---------------- |
| 가현리 | 중회, 가현       |
| 대부리 | 대부, 부곡, 소부 |
| 두곡리 | 두곡, 송기       |
| 모리   | 모리             |
| 미곡리 | 미곡             |
| 삼학리 | 내삼학, 외삼학   |
| 성태리 | 양촌, 궁동       |
| 소례리 | 소례, 정산       |
| 앙진리 | 우곡, 유천       |
| 운봉리 | 평촌, 송정       |
| 적포리 | 적포, 하적포     |
| 초곡리 | 초곡, 정동       |

## 교통
강북(미곡,성태,모,삼학,소례,운봉리)과 강남(두곡,가현,적포,대부,앙진,초곡리)을 잇는 청덕교가 미곡리 말정과 가현리 사이에 놓여 있으며, 적포교(적교)는 교통 요충지로 국도 제20호선과 국도 제24호선이 교차한다.